# Loet Leydesdorff
Loet Leydesdorff (21 de agosto de 1948-11 de marzo de 2023) fue un sociólogo y bibliómetra neerlandés, también ha cultivado la filosofía de la ciencia. Sus investigaciones versan sobre la sociología de la comunicación y la innovación, empleando para ello métodos bibliométricos.

## Vida y obra
Loet Leydesdorff nació en Yakarta, cuando Indonesia aún era colonia holandesa. Doctor en sociología en 1984, aunque durante la década de los 70, realizó dos masters en bioquímica (1973) y en filosofía (1977). Desde 1972 empezó a trabajar en la Universidad de Ámsterdam en la Facultad de Comunicación, además de profesor visitante de distintos centros internacionales; miembro honorario de la Real Academia de Artes y Ciencias de Holanda.
Su trabajo se desarrolló en el ámbito de la sociología, teoría de sistemas, la filosofía de la ciencia, el análisis estructural de las redes sociales y la cienciometría. Sus estudios en la comunicación en ciencia, tecnología e innovación le permitieron enunciar teorías y métodos para entender la dinámica del desarrollo basado en el conocimiento. Junto a Henry Etzkowitz, desarrolló en 1997 el modelo de triple hélice, donde analizaron las relaciones entre Universidad-Industria-Gobierno como un sistema de elementos inestables que interactúan entre sí y que se van desarrollando en espiral. Cada hélice tiene un papel encomendado importante: la universidad sería el agente investigador y creativo, la industria sería el encargado de transforma esa investigación y creatividad en productos e innovación, y el gobierno sería el encargado de disponen de los medios financieros para asegurar el proceso.
Además, desarrolló diversos programas informáticos para convertir los datos del Instituto para la Información Científica de Filadelfía en diagramas que ilustran las relaciones de citación entre revistas individuales.
En 2003 fue galardonado con la Medalla Derek de Solla Price.

## Publicaciones
- The Social Direction of the Public Sciences: Causes and Consequences of Cooperation Between Scientists and Non-Scientific Groups (1987). Con Stuart Blume, Joske Bunders and Richard P. Whitley. Sociology of the Sciences Yearbook, Springer.
- Evolutionary Economics and Chaos Theory: New Directions in Technology Studies (1994). Con Peter Van Den Besselaar. Palgrave Macmillan.
- The Challenge of Scientometrics: the development, measurement, and self-organization of scientific communications (2001). Universal Publishers
- A Sociological Theory of Communication: The Self-Organization of the Knowledge-Based Society (2001). Universal Publishers
- Universities And The Global Knowledge Economy: A Triple Helix Of University-Industry-Government Relations (2005). Con Henry Etzkowitz. Continuum International Publishing Group.
- The Knowledge-Based Economy: Modeled, Measured, Simulated(2006). Universal Publishers.